# Bluu
A Bluu (kódnevén Mira) egy magyar fejlesztésű internetes kereső volt.

## Története
A Bluu fejlesztését 2006-ban kezdte el Szűcs József, elmondása szerint a saját munkáinak megkönnyítésére. 2009-re elkészített egy saját indexelőmotort. Ekkor már többször is megjelent a kereső az interneten, az eredeti, Mira nevén. Ekkor azonban még zárt volt a rendszer, 2009 decemberében nyílt meg mindenki számára - igaz, még regisztrálni kellett a használatához. Ráadásul csak magyar oldalakon keresett, ám funkcióinak jelentős része elérhető volt. Erre a szükséges erőforrások megbecslése miatt volt szükség.
Ezután megváltozott a kereső dizájnja, melyhez különböző felhasználók segítségét kérték. 2010 májusában vált a kereső regisztrációk nélkül is elérhetővé. Nem sokkal később a Yamm nevű twitter szolgáltatással szövetkeztek, ezáltal a leggyakoribb Twitter keresések, üzenetek megjelenhettek az oldalon. Áprilisban a kereső megkapta az „élő témát”, mely a napszakhoz és időjáráshoz igazodik, majd a hónap végén az autosuggest szolgáltatást is a Bluu része lett.
2011 augusztusában, öt évvel a fejlesztés elkezdése után leállt a kereső. A fejlesztők által a Bluu Facebook oldalán közzétett információ alapján csak ideiglenesnek tervezték a rendszer leállását. 2012. január 25-én tervezték a rendszer újbóli elindítását, Bluu 2.0 INSTANT néven.

## Funkciói

### Keresés különböző kategóriákban
A Bluu képes volt menetrendkeresésre, a Busz Győrtől Budapestig holnap formában, amivel átirányított a megfelelő oldalra. Árukereső szolgáltatásával a megfelelő árkategóriában különböző termékeket lehetett szűrni, TV-műsor keresője pedig a Port.hu megfelelő televíziócsatornájára és napjára irányított át, míg cégkeresésével települések és cégfajták szerint lehetett keresni. A programkereső funkció a beírt számítógépes program letöltéséhez irányított át.

### Információk kiszűrése
Amennyiben idegen nyelvű szót vagy alma angolul formájú kifejezést kapott a rendszer, akkor annak jelentését előrehozta. Hasonló módszerrel témakörök szerinti hírkeresés is a szolgáltatásai közé tartozott. Tartalmazott még film- és receptadatbázist, felismerte az autótípusokat, településnév beírásakor kiírta annak időjárását is. Képes volt a Wikipédia-szócikkek információit előrehozni és megjeleníteni.

### Átváltások
A kereső tartalmazott beépített valutaváltót és számológépet.

## Külső hivatkozások
- Hivatalos honlap
- Mit tudnak a magyar keresők?. Index, 2010. március 9. (Hozzáférés: 2015. augusztus 17.)
- Magyar webkeresők egymás ellen. Origo, 2010. március 11. (Hozzáférés: 2015. augusztus 17.)[halott link]